# Licania silvatica
Licania silvatica là một loài thực vật có hoa trong họ Cám. Loài này được Glaz. ex Prance mô tả khoa học đầu tiên năm 1972.